# 哈默尼灣
哈默尼灣（英語：Harmony Cove），是南極洲的海灣，位於南設得蘭群島的納爾遜島西部，處於哈曼尼角和瑟托角之間，在1820年由美國捕海豹者命名，現時由南極條約體系管理。